# Toscana

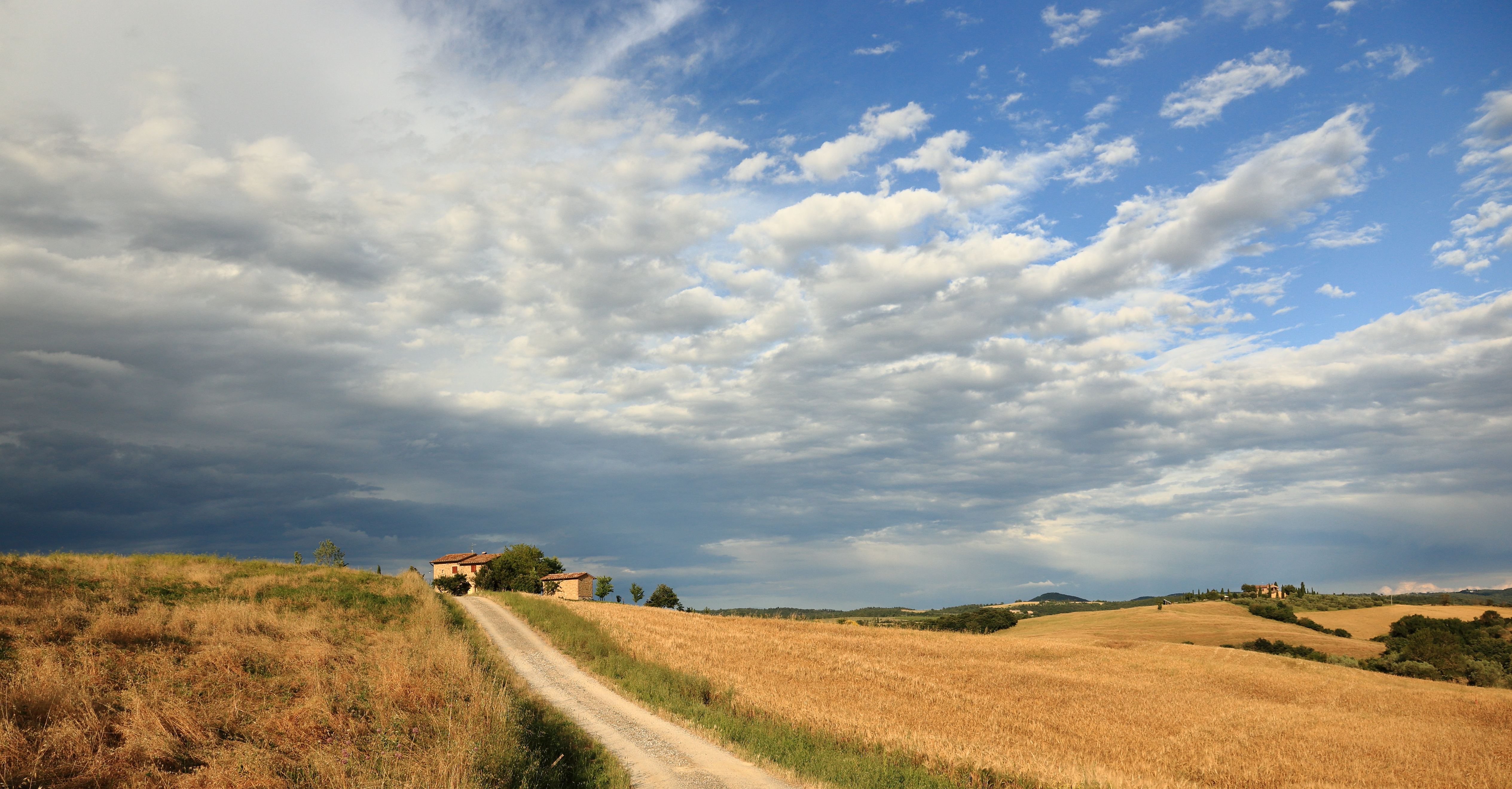
Paisatge característic de la Toscana.

La Toscana és una de les regions d'Itàlia. Situada al centre d'Itàlia, limita al nord-oest amb la Ligúria, al nord amb l'Emília-Romanya, a l'est amb les Marques i l'Úmbria, al sud amb el Laci. A l'oest els 320 km de costa són banyats pel mar Lígur i la mar Tirrena. La Toscana també té les illes de l'arxipèlag Toscà, del que la principal és l'illa d'Elba. També un petit enclavament situat a l'interior de l'Emília-Romanya.
Compta amb 23.000 km² de superfície i una població de 3,6 milions d'habitants. La seva capital és Florència/Firenze, ciutat més poblada de la regió (366.074 habitants) i l'enllaç econòmic, administratiu i cultural tant regional, com entre Roma i les poblades i riques regions del nord. Hi destaquen també les ciutats de Pisa, Siena, Lucca, Liorna, Volterra, San Gimignano i Vinci.

## Geografia
Morfològicament, la regió es caracteritza per la seva complexitat i la varietat. És formada per l'alternança de relleus muntanyosos, turons, conques internes i petites planes.
Això no obstant, hom pot distingir-hi el sector dels Apenins toscano-emilians, més alts i potents al nord, formats per serres paral·leles en direcció NW-SE, i el sector subapení, amb relleus més suaus i modests, i encerclant-los tots dos, conques interiors, la més important de les quals és la de Florència, regada per l'Arno, riu principal de la Toscana. La costa és formada per àmplies platges que s'obren entre els promontoris rocallosos de l'Argentario i Piombino, enfront dels quals hi ha l'arxipèlag Toscà, amb l'illa d'Elba.

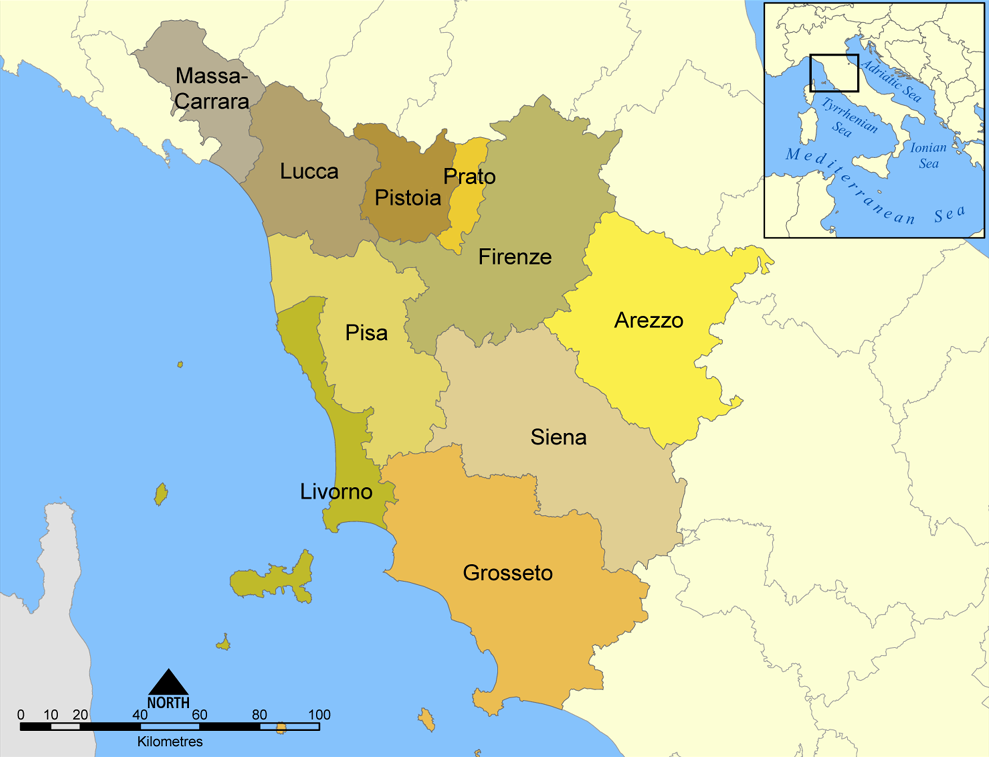
Províncies de la Toscana

Administrativament està dividida en 9 províncies: Pisa, Pistoia, Prato, Arezzo, Grosseto, Liorna, Lucca, Massa-Carrara i Siena; i la ciutat metropolitana de Florència.

## Economia
Regió tradicionalment agrícola, bé que s'ha anat transformant, amb la creació de petites indústries, vers formes mixtes. El 1994 les activitats pròpiament agrícoles només ocupaven el 4,5% de la població activa. Els conreus més importants són els de cereals (blat, blat de moro i ordi), vinya, amb una producció de vi de 2.680.002 hectolitres el 1994, oliveres, hortalisses, patates i bleda-raves. La ramaderia, associada a l'agricultura, és també important.
Dins l'activitat industrial (31% de la població activa) es destaca la producció de mercuri, la metal·lúrgia, el tèxtil, la pell (calçat) i l'alimentació i les arts gràfiques.
Predomina la branca dels serveis (55,5% de la població activa el 1994), en la qual el pes del turisme és indiscutible gràcies al patrimoni cultural de ciutats com ara Florència, Pisa o Siena.

## Patrimoni
La Toscana és de les més importants regions pel seu patrimoni artístic, històric, econòmic, cultural i paisatgístic. Sis llocs de la regió han estat declarats Patrimoni de la Humanitat per la UNESCO:
- El centre històric de Florència (1982),[6]
- El centre històric de Siena (1995),[7]
- La plaça de la catedral de Pisa (1987),[8]
- El centre històric de San Gimignano (1990)[9]
- La Vall de l'Orcia (2004).[10]
- Vil·les dels Mèdici (2013)[11]

## Història

### Cultures dels Apenins i Villanova
Els primers pobladors coneguts d'aquesta àrea van ser a les darreries de l'edat del bronze i edat de ferro, paral·lelament als primers grecs.
La zona de l'actual Toscana fou habitada per pobles anomenats Cultura dels Apenins a les darreries del segon mil·lenni aC. (als voltants de 1350-1150 aC) qui tenien relacions comercials amb la civilització minoica i la civilització micènica, cultures de la mar Egea. Després d'ells s'establí la Cultura de Villanova (1100-700 aC) que prengueren la Toscana i la resta d'Etrúria, governada per cabdills. Les ciutats estat se desenvoluparen al final d'aquest període previ a l'establiment dels etruscs.

### Antiguitat

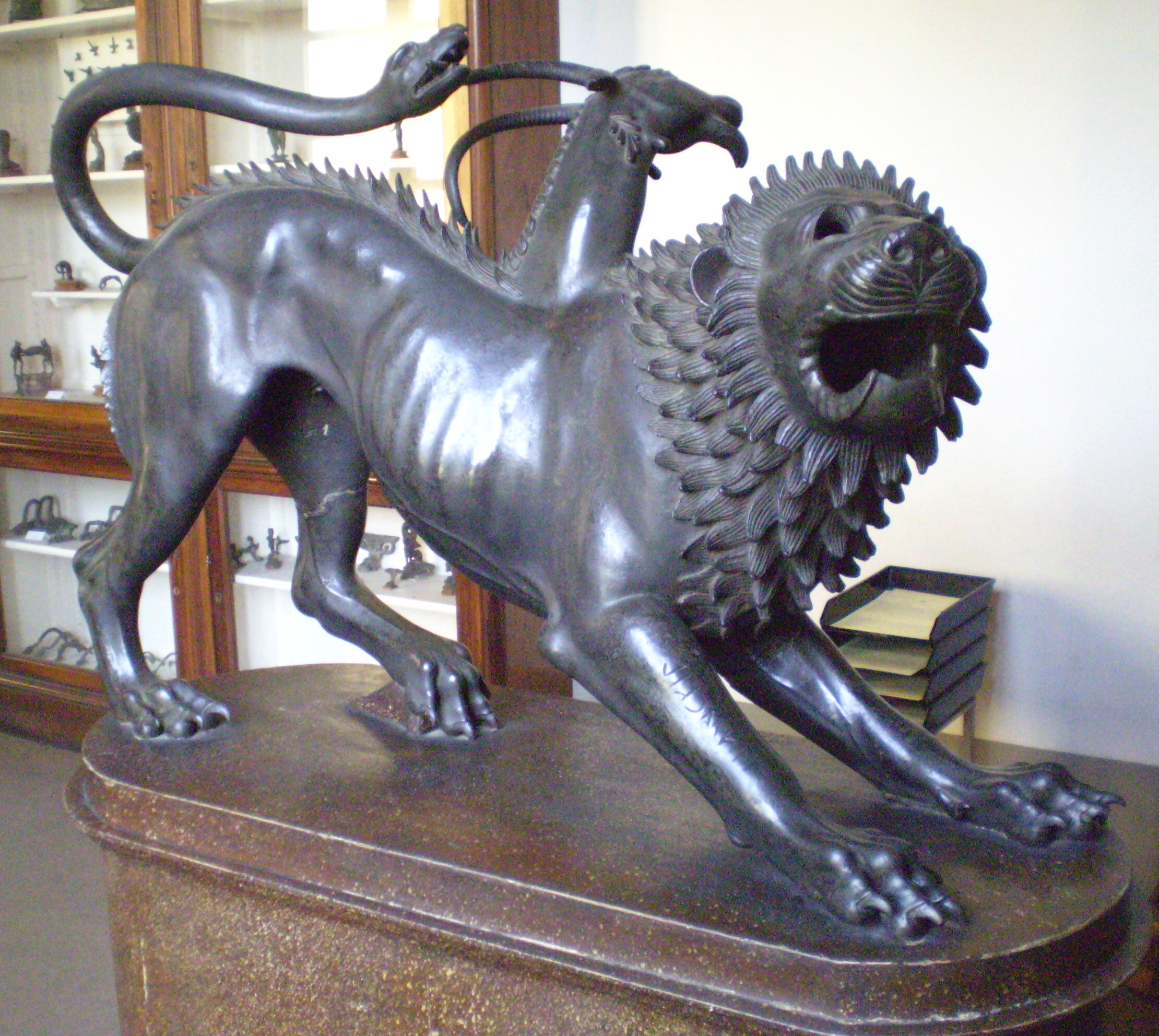
La Quimera d'Arezzo, bronze etrusc, vers 400 aC.

Foren els etruscs, o tuscs, que li donaren el nom, Etrúria, o Túscia per als romans (el nom Toscana no apareix fins al segle x), i una cultura comuna. Cap al segle viii aC apareixen els primers testimonis de la cultura etrusca, a tot el territori del centre de la península Itàlica central, un poble misteriós i extraordinari.
La seua provinença és indeterminada, sobre tot perquè no està traduïda ni desxifrada la llengua ni escriptura. S'especula que poden ser originaris del Regne de Lídia, a l'Àsia Menor. Altres autors sostenen en canvi que era un poble natiu, que va rebre influències externes. Hi tenen algunes influències de les cultures de Sardenya, com armes i objectes als enterraments. Aquest poble, més avançat que l'etrusc, havia colonitzat les costes de Toscana i creat importants assentaments cap al I mil·lenni aC. Als voltants del segle vi aC, els etruscs havien arribat a un període d'hegemonia a Itàlia, que durà entre els segles VII i V aC.
Les seues possessions arribaven des de la Padania al nord, fins a la Campània al sud. Van construir les encara conservades Vies Caves, dessecaren pantans i edificaren grans ciutats entre Toscana i el Laci, com Arezzo, Chiusi, Volterra, Populònia, Vetulònia, Roselle, Volci, Tarquina, Veyes i Volsini.
El nivell de civilització d'aquest poble ve documentat per les seues necròpolis. També la dona etrusca gaudia de molts drets, comparada amb altres cultures dels voltants, com els llatins.
Les invasions dels gals pel nord i el creixement de la República Romana pel sud determinaren la decadència de l'estat etrusc i la seva submissió a Roma des de mitjan segle iii aC; des de llavors la regió restà submergida dins el món romà.
Els romans s'assentaren sobre les ciutats etrusques preexistents, i fundaren de noves entre elles com Fiesole, Florència i Cosa, actualment una de les millor conservades amb les murades, for, acròpolis i el capitoli, construït inicialment com Temple de Júpiter.

### Edat mitjana
Després de la caiguda de l'Imperi Romà, la contrada fou devastada pels pobles bàrbars; conquerida pels ostrogots, conegué una certa estabilitat integrada en el Regne dels Ostrogots, durant el regnat de Teodoric el Gran, però en morir ell sofrí els estralls de la guerra amb l'Imperi Romà d'Orient (535-553). Després d'un període breu de domini romà d'Orient, fou devastada pels longobards, cap a l'any 570. Túscia es convertí llavors en un ducat del Regne de Llombardia, amb capital a Lucca. El Ducat de Lucca i el Ducat de Spoleto van ser els primers ducats longobards formats després de la mort del rei Alboí, durant el període d'anarquia ducal a la part central de Túscia.
Dos segles després, Carlemany se n'apoderà quan acudí a Itàlia en ajut del papat, en discòrdia amb els longobards (774). Des del domini dels francs (774) fou regida per comtes, que després es denominaren marquesos o marcgravis, pel fet d'ésser una marca de l'Imperi Carolingi.
Els atacs de sarraïns i normands castigaren les costes toscanes durant aquest temps, només Pisa pogué resistir-los; mentrestant, a l'interior, Lucca i després Florència començaven a créixer. A partir del s. XI començaren a aparèixer les primeres autonomies ciutadanes a Florència, Pisa, Siena, Lucca i Arezzo. Els comuns naixents aviat s'expandiren per les terres veïnes en lluita contra l'Imperi (que hi governava mitjançant el marcgravi, amb el títol també de vicari imperial), i també, a vegades, entre ells mateixos. Simultàniament, al camp el gran latifundi es fraccionava gràcies a l'emfiteusi, i es desenvolupava la petita propietat, mentre que a les ciutats es reanimava l'activitat mercantil i industrial. Durant uns quants segles la història de la Toscana fou la història dels diferents comuns, entre els quals no hi hagué cap lligam unificador.

### Edat moderna

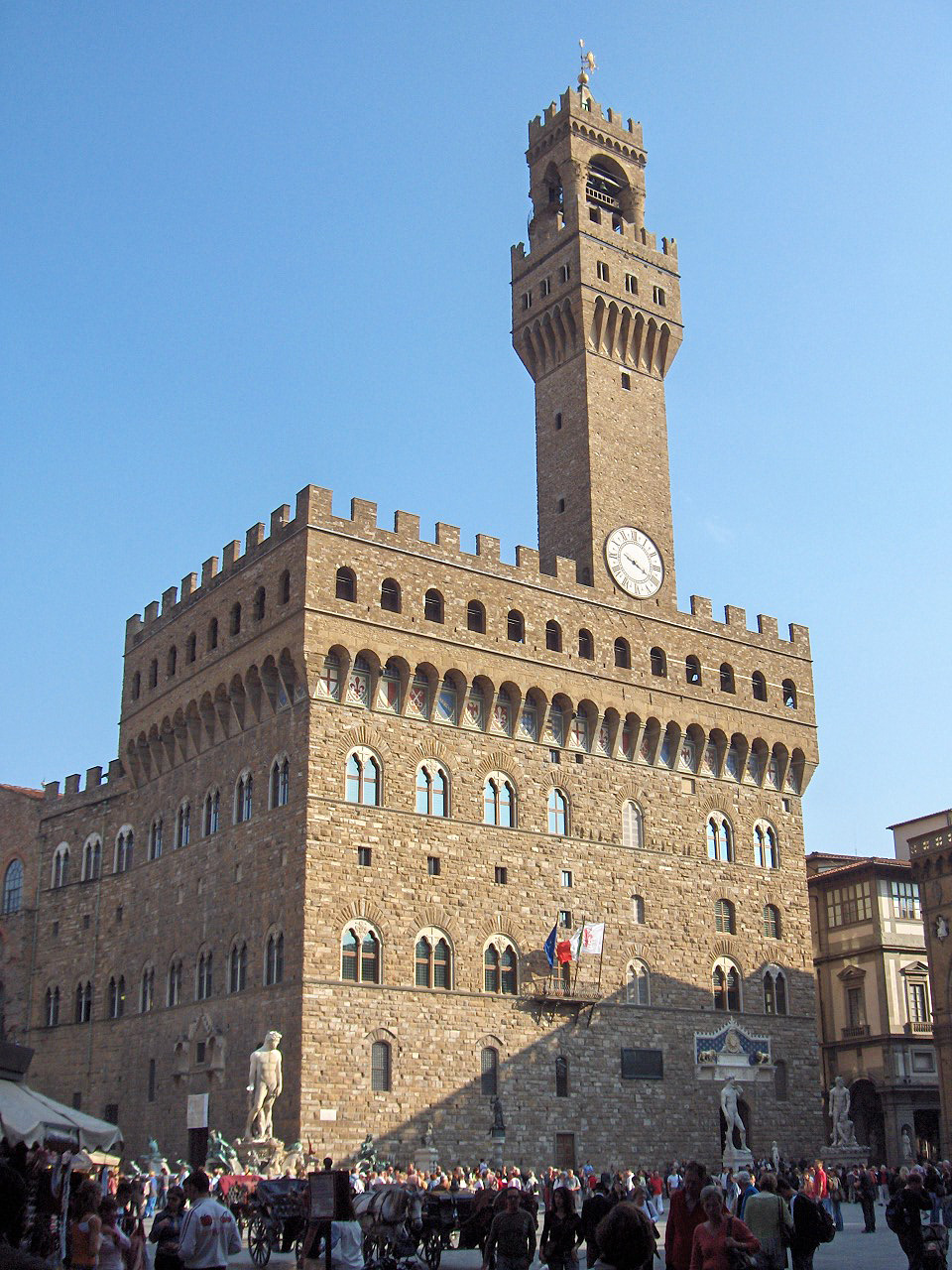
Palazzo Vecchio a Florència.

Els peregrins viatjaven al llarg de la Via Francigena entre Roma i França, i això portà riquesa i desenvolupament durant el període medieval.
Als segles XI i xii predominà Pisa, mentre que al segle xiii s'inicià l'hegemonia de Florència. Aquest segle es caracteritzà per les lluites entre güelfs i gibel·lins, entre partidaris del papat i partidaris de l'Sacre Imperi Romanogermànic, que era alhora una lluita entre el món feudal gibel·lí i el món mercantil, hostil a l'imperi. Els güelfs s'imposaren a Florència, i Florència s'imposà a les altres ciutats toscanes.
Primer amb Dante Alighieri i amb Giotto di Bondone al segle xiv, després al segle xv amb altres artistes, la Toscana, i en particular Florència, donaren una determinant contribució al Renaixement italià.
La unificació toscana baix un únic estat s'inicià amb la política expansionista de la República de Florència, quan començà a fagocitar als altres territoris toscans, frenada tan sols per la República de Siena. El 1350 sotmeté Prato, el 1384 adquirí Arezzo, el 1406 conquerí Pisa, el 1411 Cortona i el 1421 Liorna, que fou presa als genovesos i que es convertí als segles xvi i xvii en el gran port de la Toscana.
Durant el segle xv va produir-se l'adveniment dels Medici, que com les famílies florentines més grans, s'enriquia amb els bancs.

## Edat contemporània
Fins al 1859 la Toscana va ser un estat independent. Nascuda de la República de Florència, va anar guanyant en extensió i importància fins a la instauració del Gran Ducat de Toscana el 1569. El 1859 el Gran Ducat va ser annexionat al Regne de Sardenya-Piemont, que posteriorment es convertiria en el Regne d'Itàlia, que va precedir l'actual República Italiana.